# Danh sách cầu thủ tham dự Cúp bóng đá châu Phi 1974
Đây là đội hình tham dự Cúp bóng đá châu Phi 1974. Đội tuyển bóng đá quốc gia Zaire giành chức vô địch năm 1974.

## Bảng A

### Ai Cập
Huấn luyện viên: Dietmar Kramer

| Số | VT | Cầu thủ                     | Ngày sinh (tuổi) | Trận | Bàn | Câu lạc bộ\| |
| -- | -- | --------------------------- | ---------------- | ---- | --- | ------------ |
|    | TM | Hassan Ali                  |                  |      |     |              |
|    | TM | Hassan Orabi                |                  |      |     |              |
|    | HV | Mohamed Aboulezz            |                  |      |     |              |
|    | HV | Abdelkarim El Gohary        |                  |      |     |              |
|    | HV | Mohd Hany Moustafa          |                  |      |     |              |
|    | HV | Hassan Darwish              |                  |      |     |              |
|    | HV | Mohamed Tawfik              |                  |      |     |              |
|    | HV | Mohamed Amin                |                  |      |     |              |
|    | HV | Raafat Mekki                |                  |      |     |              |
|    | TV | Taha Basry                  |                  |      |     |              |
|    | TV | Hassan Shehata              |                  |      |     |              |
|    | TV | Farouk Gaafar               |                  |      |     |              |
|    | TĐ | Sayed "Bazouka" Abdel Razek |                  |      |     |              |
|    | TĐ | Ali Abo Greisha             |                  |      |     |              |
|    | TĐ | Ossama Khalil               |                  |      |     |              |
|    | TĐ | Gamal Abdelazim             |                  |      |     |              |

|

### Uganda
Huấn luyện viên: Otto Westhof

| Số | VT | Cầu thủ           | Ngày sinh (tuổi) | Trận | Bàn | Câu lạc bộ\| |
| -- | -- | ----------------- | ---------------- | ---- | --- | ------------ |
|    | TM | Patrick Nathan    |                  |      |     |              |
|    | TM | Joseph Masajjage  |                  |      |     |              |
|    | HV | Ahmed Doka        |                  |      |     |              |
|    | HV | Jimmy Kirunda     |                  |      |     |              |
|    | HV | Ashe Mukasa       |                  |      |     |              |
|    | HV | Wilson Nsobya     |                  |      |     |              |
|    | HV | Edward Semwanga   |                  |      |     |              |
|    | TV | Denis Obua        |                  |      |     |              |
|    | TV | Timothy Ayiekho   |                  |      |     |              |
|    | TV | Peter Kirumira    |                  |      |     |              |
|    | TĐ | Abbey Nasur       |                  |      |     |              |
|    | TĐ | Francis Kulabigwo |                  |      |     |              |
|    | TĐ | Stanley Mubiru    |                  |      |     |              |
|    | TĐ | Phillip Omondi    |                  |      |     |              |

|

### Zambia
Huấn luyện viên:Ante Buselic

| Số | VT | Cầu thủ            | Ngày sinh (tuổi) | Trận | Bàn | Câu lạc bộ\| |
| -- | -- | ------------------ | ---------------- | ---- | --- | ------------ |
|    | TM | Emmanuel Mwape     |                  |      |     |              |
|    | HV | Dickson Chama      |                  |      |     |              |
|    | HV | Dickson Makwaza    |                  |      |     |              |
|    | HV | Edwin Mbaso        |                  |      |     |              |
|    | HV | Bernard Chanda     |                  |      |     |              |
|    | TV | Ackim Musenge      |                  |      |     |              |
|    | TV | Patrick Nkole      |                  |      |     |              |
|    | TV | Willy Phiri        |                  |      |     |              |
|    | TV | Jan Simbulambo     |                  |      |     |              |
|    | TV | Boniface Simutowe  |                  |      |     |              |
|    | TĐ | Simon Kaushi       |                  |      |     |              |
|    | TĐ | Brighton Sinyangwe |                  |      | FW  |              |
|    | TĐ | Godfrey Chitalu    |                  |      |     |              |
|    | TĐ | Joseph Mapulanga   |                  |      |     |              |
|    | TĐ | Richard Stephenson |                  |      |     |              |
|    | TĐ | Obby Kapita        |                  |      |     |              |

|

### Bờ Biển Ngà
Huấn luyện viên:Santa Rosa

| Số | VT | Cầu thủ               | Ngày sinh (tuổi) | Trận | Bàn | Câu lạc bộ\| |
| -- | -- | --------------------- | ---------------- | ---- | --- | ------------ |
|    | TM | Marc Gohi             |                  |      |     |              |
|    | HV | Denis Gnégnéry        |                  |      |     |              |
|    | HV | André Obrou           |                  |      |     |              |
|    | HV | Adama Doumbia         |                  |      |     |              |
|    | HV | Mama Ouattara         |                  |      |     |              |
|    | HV | Jean-Baptiste Akassou |                  |      |     |              |
|    | TV | Alphonse Yoro         |                  |      |     |              |
|    | TV | Kobenan Kouman        |                  |      |     |              |
|    | TV | Emmanuel Moh          |                  |      |     |              |
|    | TV | Soma Sagnaba          |                  |      |     |              |
|    | TĐ | François Tahi         |                  |      |     |              |
|    | TĐ | Noel Kouamé           |                  |      |     |              |
|    | TĐ | Irié Bi Gohi          |                  |      |     |              |
|    | TĐ | Laurent Pokou         |                  |      |     |              |
|    | TĐ | Valentin Bouazo       |                  |      |     |              |
|    | TĐ | Bernard Nguéssan      |                  |      |     |              |

|

## Bảng B

### Zaire
Huấn luyện viên:Blagoje Vidinic

| Số | VT | Cầu thủ           | Ngày sinh (tuổi) | Trận | Bàn | Câu lạc bộ\| |
| -- | -- | ----------------- | ---------------- | ---- | --- | ------------ |
|    | TM | Mwamba Kazadi     |                  |      |     |              |
|    | TM | Tubilandu Ndimbi  |                  |      |     |              |
|    | HV | Lobilo Boba       |                  |      |     |              |
|    | HV | Bwanga Tshimen    |                  |      |     |              |
|    | HV | Mwepu Ilunga      |                  |      |     |              |
|    | TV | Kembo Uba Kembo   |                  |      |     |              |
|    | TV | Kafula Ngoie      |                  |      |     |              |
|    | TV | Kibonge Mafu      |                  |      |     |              |
|    | TV | Mavuba Mafuila    |                  |      |     |              |
|    | TV | Mayanga Maku      |                  |      |     |              |
|    | TV | Kidumu Mantantu   |                  |      |     |              |
|    |    | Mwanza Mukombo    |                  |      |     |              |
|    |    | Tshinabu Wa Munda |                  |      |     |              |
|    |    | Taty Mbungu       |                  |      |     |              |
|    |    | Mbungu Ekofa      |                  |      |     |              |
|    |    | Kakoko Etepé      |                  |      |     |              |
|    |    | Mana Mamuwene     |                  |      |     |              |
|    |    | Ndaye Mulamba     |                  |      |     |              |

|

### Guinée
Huấn luyện viên: László Budai

| Số | VT | Cầu thủ           | Ngày sinh (tuổi) | Trận | Bàn | Câu lạc bộ\| |
| -- | -- | ----------------- | ---------------- | ---- | --- | ------------ |
|    | TM | Abdoulaye Camara  |                  |      |     |              |
|    | HV | Jacob Bangoura    |                  |      |     |              |
|    | HV | Sékou Condé       |                  |      |     |              |
|    | HV | Ali Badara Keita  |                  |      |     |              |
|    | TV | Mamadou Camara    |                  |      |     |              |
|    | TV | Ousmane Thiam     |                  |      |     |              |
|    | TV | Naby Laye Camara  |                  |      |     |              |
|    | TV | Mamadou Kéita     |                  |      |     |              |
|    | TĐ | Soriba Soumah     |                  |      |     |              |
|    | TĐ | Ibrahima Kéita    |                  |      |     |              |
|    | TĐ | Bangaly Sylla     |                  |      |     |              |
|    | TĐ | Chérif Souleymane |                  |      |     |              |

|

### Congo PR
Huấn luyện viên: Robert Ndoudi

| Số | VT | Cầu thủ                | Ngày sinh (tuổi) | Trận | Bàn | Câu lạc bộ\| |
| -- | -- | ---------------------- | ---------------- | ---- | --- | ------------ |
|    | TM | Paul Ntandou           |                  |      |     |              |
|    | TM | Maxime Matsima         |                  |      |     |              |
|    | HV | Gabriel Ndengaki       |                  |      |     |              |
|    | HV | François Yamba         |                  |      |     |              |
|    | HV | Marcel Koko            |                  |      |     |              |
|    | HV | Gaston N'Ganga-Muivi   |                  |      |     |              |
|    | HV | Jacques-Yvon Ndolou    |                  |      |     |              |
|    | HV | Joseph Ngassaki        |                  |      |     |              |
|    | TV | André Mbouta           |                  |      |     |              |
|    | TV | Jonas Mbemba           |                  |      |     |              |
|    | TV | Noël Minga             |                  |      |     |              |
|    | TV | Felix Ondono           |                  |      |     |              |
|    | TĐ | Jean-Michel M'Bono     |                  |      |     |              |
|    | TĐ | Paul Moukila           |                  |      |     |              |
|    | TĐ | François M'Pelé        |                  |      |     |              |
|    | TĐ | Sébastien Lakou        |                  |      |     |              |
|    | TĐ | Jean-Bertrand Balékita |                  |      |     |              |
|    | TĐ | Augustin Ndouli        |                  |      |     |              |
|    |    | Gilbert Poaty          |                  |      |     |              |

|

### Mauritius
Huấn luyện viên:Mohammad Elahee

| Số | VT | Cầu thủ               | Ngày sinh (tuổi) | Trận | Bàn | Câu lạc bộ\| |
| -- | -- | --------------------- | ---------------- | ---- | --- | ------------ |
|    | TM | Lucien Leste          |                  |      |     |              |
|    | HV | Jean Florine          |                  |      |     |              |
|    | HV | Jean-Sylvio Jatha     |                  |      |     |              |
|    | HV | Raoul Maurel          |                  |      |     |              |
|    | HV | Louis-Roland Augustin |                  |      |     |              |
|    | TV | Chow Chinsung         |                  |      |     |              |
|    | TV | Anwar Jackaria        |                  |      |     |              |
|    | TV | Percy Bathfield       |                  |      |     |              |
|    | TV | Robert Noel           |                  |      |     |              |
|    | TV | Cassam Mooniaruck     |                  |      |     |              |
|    | TV | Shyam Oodunt          |                  |      |     |              |
|    | TV | France-Michel Moutou  |                  |      |     |              |
|    | TĐ | Patrice-Alain Perdrau |                  |      |     |              |
|    | TĐ | Daniel Imbert         |                  |      |     |              |
|    | TĐ | Serge-René Munso      |                  |      |     |              |

|